# Liste der Baudenkmäler in Parsberg

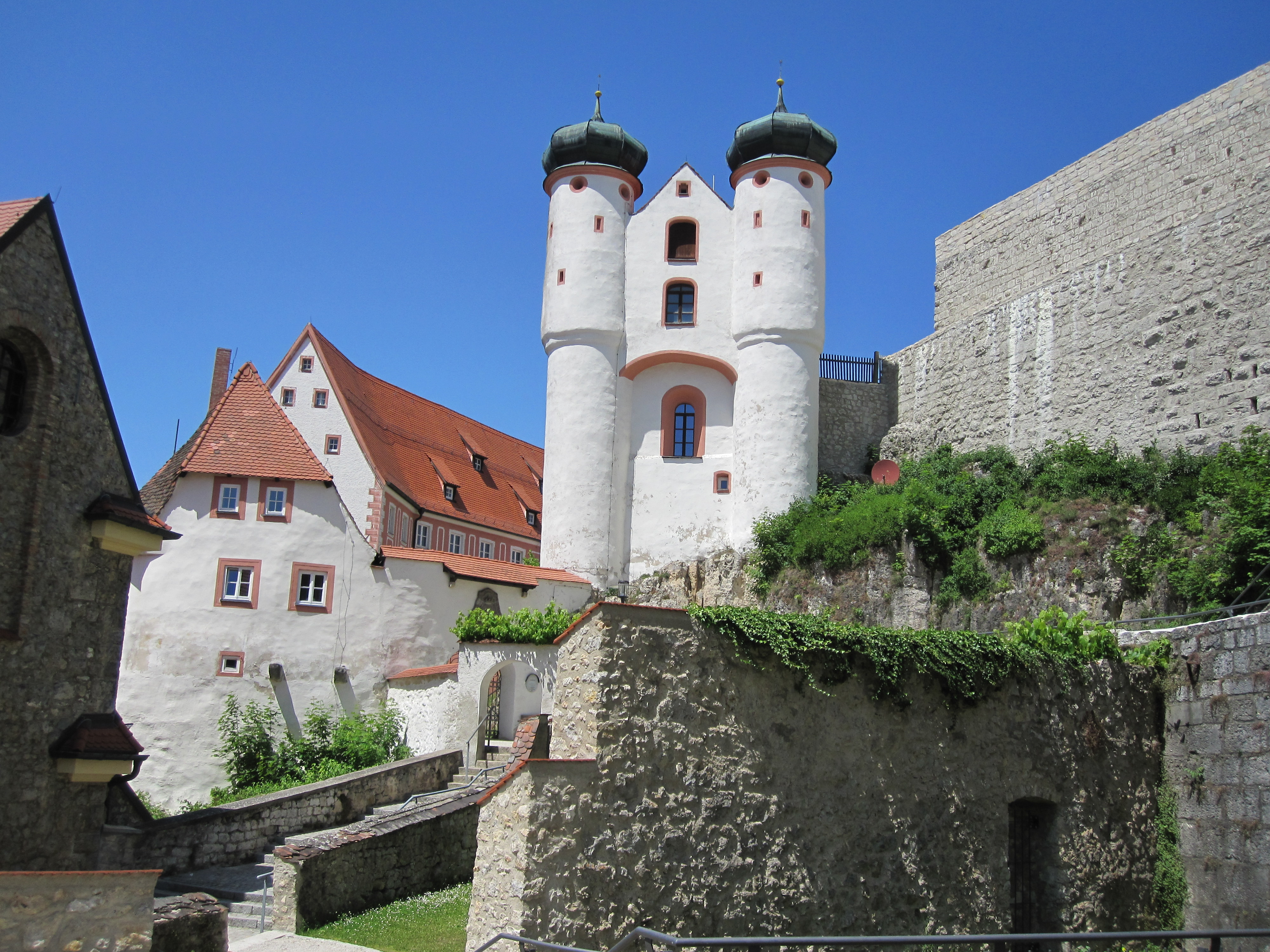
Burg Parsberg

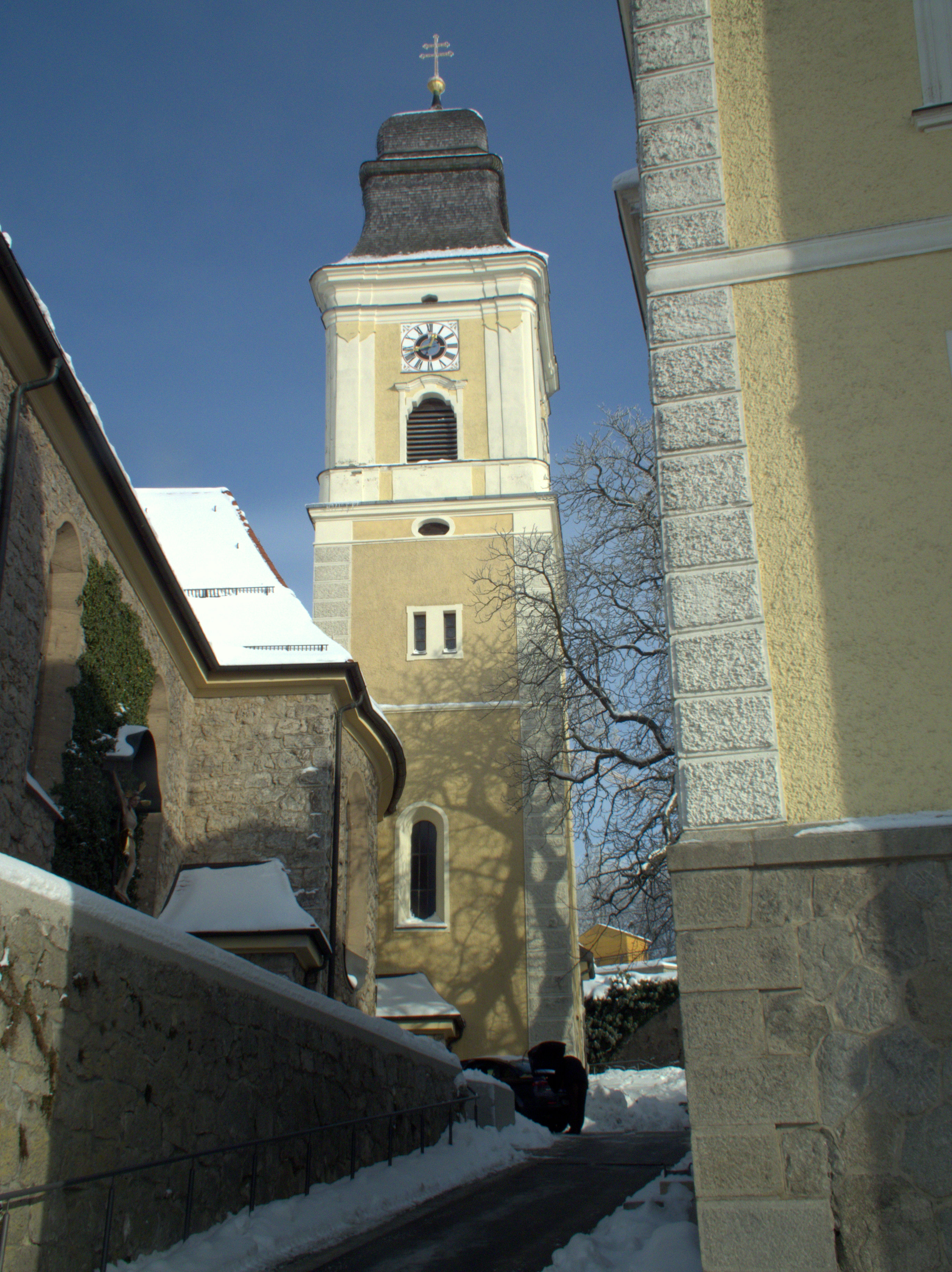
St Andreas in Parsberg

Auf dieser Seite sind die Baudenkmäler in der Oberpfälzer Stadt Parsberg zusammengestellt. Diese Tabelle ist eine Teilliste der Liste der Baudenkmäler in Bayern. Grundlage ist die Bayerische Denkmalliste, die auf Basis des Bayerischen Denkmalschutzgesetzes vom 1. Oktober 1973 erstmals erstellt wurde und seither durch das Bayerische Landesamt für Denkmalpflege geführt wird. Die folgenden Angaben ersetzen nicht die rechtsverbindliche Auskunft der Denkmalschutzbehörde.

## Baudenkmäler nach Ortsteilen

### Parsberg
| Lage                                     | Objekt                                         | Beschreibung | Akten-Nr.     | Bild           |
| ---------------------------------------- | ---------------------------------------------- | --- | ------------- | -------------- |
| Am Park ()                               | Marienkapelle                                  | Offenes Gehäuse mit Satteldach und Vordach auf geschnitzten Holzsäulen, 1670, später mehrfach verändert; mit Ausstattung | D-3-73-151-9  |                |
| Bahnhofstraße 5 (Standort)               | Bahnhof der Linie Regensburg-Nürnberg          | Empfangsgebäude, zweigeschossiger und traufständiger Flachsatteldachbau mit Dachüberstand, zwei Mittelrisaliten und Perron-Vordach, Quaderbau aus Jurakalkstein, 1873 | D-3-73-151-51 | weitere Bilder |
| Bergstraße 2 ()                          | Wohnhaus                                       | Zweigeschossiger Walmdachbau, 18. Jahrhundert | D-3-73-151-1  |                |
| Burgstraße 22 ()                         | Kelleranlage des ehemaligen Hirschenkellers    | Tonnengewölbte Räume aus verschlämmten Ziegeln, Ende des 19. Jahrhunderts unter Verwendung mittelalterlicher Bruchsteinmauerfragmente der abgegangenen Burg in den 1430-1460 angelegten Burggraben eingebaut. Hirschenkeller 2010 abgerissen. Kellergewölbe in zweistöckiger Bauweise erhalten bzw. erneuert. | D-3-73-151-53 |                |
| Burgstraße 26 (Standort)                 | Ehemaliges Schloss                             | Hufeisenförmige, gegliederte Anlage aus unterschiedlichen zwei- und dreigeschossigen Baukörpern, vorwiegend 15./16. Jahrhundert, 1224-1730 Sitz der Freiherrn von und zu Parsberg; nach deren Erlöschen im männlichen Stamm 1730 im Besitz der Grafen Schönborn, ab 1792 des Kurfürsten/Königs von Bayern; jetzt Museum. Oberes Schloss, dreigeschossiger Satteldachbau mit zwei Ecktürmen, unter Einbeziehung des gotischen Baubestandes, Unteres Schloss, südwestlich zweigeschossiger Kopfbau und eingeschossiger Zwischenbau mit Satteldach, Westflügel, dreigeschossiger Steildachbau mit Putzgliederungen, nördlich gegliederter zweigeschossiger Satteldachbau, um 1600, Umbau zum Museum 1977–85, mit ehemaliger Schlosskapelle, rundbogige Toreinfahrt mit großer Steinkartusche; Reste der 1205 belegten Burg, sogenannte Dicke Mauer, vermutlich zwischen 1430 und 1460 aus älterem Material errichtet | D-3-73-151-52 | weitere Bilder |
| Kirchplatz (Standort)                    | Kriegerdenkmal                                 | Kleines Reiterstandbild, bezeichnet mit 1923 von Franz Spitzner; vor moderne runde Anlage versetzt | D-3-73-151-4  | weitere Bilder |
| Kirchplatz 4 (Standort)                  | Katholisches Pfarrhaus                         | Zweigeschossiger und giebelständiger, gegliederter Walmdachbau mit Mittelrisalit, Schweifgiebel, Erker und Putzgliederungen, hangseitig mit Sockelgeschoss, neubarock, bezeichnet mit 1897 | D-3-73-151-3  | weitere Bilder |
| Kirchplatz 5, Waldmanngasse 2 (Standort) | Katholische Pfarrkirche St. Andreas            | Dreiseitig geschlossener Saalbau aus grobem Quadermauerwerk mit kurzem Querhaus, neubarock, 1923/24 von Prof. Dr. Heinrich Hauberrisser, Regensburg, unter Einbeziehung des barocken Turms nach Abriss der alten Kirche erbaut. Barocker „Schönborn“-Turm 1736–38 im Auftrag von Fürstbischof (Würzburg + Bamberg) Friedrich Carl Graf von Schönborn (1674-1746) erbaut; alte, viel zu kleine Kirche um 1742 kreuzförmig erweitert. Vorgelagert Terrassenanlage mit Stützmauer, Treppe und Vorplatz | D-3-73-151-2  | weitere Bilder |
| Marktstraße (Standort)                   | Kapelle St. Maria, sogenannte Apothekerkapelle | Giebelständiger Satteldachbau mit Putzgliederung und Figurennische, um 1720; mit Ausstattung | D-3-73-151-8  | weitere Bilder |
| Marktstraße 6 ()                         | Ehemaliger Gasthof zum Schwan, ehemalige Post  | Zweigeschossiger Eckbau mit Walmdach, 17./18. Jahrhundert | D-3-73-151-5  |                |
| Marktstraße 15 ()                        | Steinrelief                                    | Mit Hausinschrift des ehemaligen Gasthauses zum schwarzen Roß, klassizistisch, bezeichnet mit 1844 | D-3-73-151-7  |                |

### Bienmühle
| Lage                   | Objekt                                 | Beschreibung | Akten-Nr.     | Bild |
| ---------------------- | -------------------------------------- | --- | ------------- | ---- |
| Bienmühle 1 (Standort) | Ehemalige Bronzemühle, 18. Jahrhundert | Wohnhaus, zweigeschossiger Walmdachbau; Ehemaliges Gesindehaus, zweigeschossiges Wohnstallhaus mit Satteldach und Stall im EG; Pferdestall, teilweise verbretterter Satteldachbau | D-3-73-151-10 | BW   |

### Darshofen
| Lage                              | Objekt                                | Beschreibung | Akten-Nr.     | Bild           |
| --------------------------------- | ------------------------------------- | --- | ------------- | -------------- |
| Eglwanger Steig 2 ()              | Bildstock                             | Mit geschnitzter Bildtafel und Mariahilf-Darstellung, 19. Jahrhundert | D-3-73-151-16 |                |
| Kerschhofener Straße 3 (Standort) | Ehemaliges Pfarrhaus                  | Zweigeschossiges und giebelständiges Oberpfälzer Bänderhaus mit Satteldach und Zwerchhaus, 17. Jahrhundert (nach F.X. Buchner 1645 erbaut) Stadel, traufständiger Fachwerkbau mit Satteldach, 18. Jahrhundert (Buchner erwähnt Reparaturarbeiten 1798) Einfriedungsmauer; Bruchstein, 17./18. Jahrhundert (enthält Buckelquader, möglicherweise von der Ruine der nahegelegenen Adelburg) | D-3-73-151-13 | BW             |
| Kerschhofener Straße 6 (Standort) | Wohnhaus, ehemaliges Wohnstallhaus    | Zweigeschossiger Halbwalmdachbau, 18./19. Jahrhundert | D-3-73-151-14 | BW             |
| Kirchengasse 2 (Standort)         | Katholische Pfarrkirche Allerheiligen | Saalbau mit eingezogenem geraden Chor und Chorturm, 1716–19, Umbauten 1912 (Kirchentür bezeichnet); mit Ausstattung; Friedhofsmauer, Bruchstein, wohl 18. Jahrhundert (Verlegung des Friedhofs von Altenkirchen zur neuen Kirche (von 1719) 1766 vom Ordinariat Eichstätt genehmigt) | D-3-73-151-12 | weitere Bilder |

### Eglwang
| Lage                 | Objekt                                 | Beschreibung | Akten-Nr.     | Bild                                   |
| -------------------- | -------------------------------------- | --- | ------------- | -------------------------------------- |
| Eglwang 4 (Standort) | Wohnstallhaus                          | Eingeschossiger und traufständiger Steildachbau, 18./19. Jahrhundert                                                                     | D-3-73-151-18 | BW                                     |
| Eglwang 7 (Standort) | Filialkirche Unbeflecktes Herz Mariens | Traufständiger Satteldachbau mit eingezogener, halbrunder Apsis, Glockendachreiter, Putzgliederung und Vorzeichen, 1911; mit Ausstattung | D-3-73-151-17 | Filialkirche Unbeflecktes Herz Mariens |

### Hackenhofen
| Lage                               | Objekt                                  | Beschreibung | Akten-Nr.     | Bild           |
| ---------------------------------- | --------------------------------------- | --- | ------------- | -------------- |
| Rudenshofener Straße 21 (Standort) | Katholische Filialkirche St. Laurentius | Saalbau mit halbrunder und eingezogener, gestufter Apsis, Chordachreiter, Fußwalm und Vorzeichen, im Kern romanisch, Umgestaltung 1. Hälfte 17. Jahrhundert; mit Ausstattung | D-3-73-151-20 | weitere Bilder |

### Hammermühle
| Lage                     | Objekt            | Beschreibung | Akten-Nr.     | Bild              |
| ------------------------ | ----------------- | --- | ------------- | ----------------- |
| Hammermühle 4 (Standort) | Ehemalige Mühle   | Mühlenhaus, zweigeschossiges Oberpfälzer Bänderhaus mit Satteldach, am Türstock bezeichnet mit 1850; Stadel, giebelständiger Krüppelwalmdachbau mit seitlichem Überstand und Fachwerkobergeschoss, 18./19. Jahrhundert; Stadel, giebelständig Krüppelwalmdachbau mit rundbogigem Tor, Bruchstein- und Quadermauerwerk, 17. Jahrhundert | D-3-73-151-23 | weitere Bilder    |
| Hammermühle 8 (Standort) | Kapelle St. Maria | Saalraum in einem ehemaligen zur Mühle gehörigen Wohnhaus eingebaut, mit vortretender Fassade, bezeichnet mit 1786; mit Ausstattung | D-3-73-151-22 | Kapelle St. Maria |

### Herrnried
| Lage                                 | Objekt                                     | Beschreibung | Akten-Nr.     | Bild           |
| ------------------------------------ | ------------------------------------------ | --- | ------------- | -------------- |
| Herren-von-Ried-Straße 16 (Standort) | Katholische Filialkirche Mariä Heimsuchung | Dreiseitig geschlossener Saalbau mit westlichem Fassadenturm, 1854 anstelle der Schlosskapelle; mit Ausstattung; Kirchhofmauer mit Portal und Putzgliederungen, 17./18. Jahrhundert | D-3-73-151-24 | weitere Bilder |
| Herren-von-Ried-Straße 18 (Standort) | Ehemaliges Hofmarkschloss                  | Dreigeschossiger Mansardwalmdachbau mit Putzgliederungen, 2. Hälfte 18. Jahrhundert, im Kern gotisch; Schlossmauer, 17./18. Jahrhundert                                             | D-3-73-151-25 | weitere Bilder |
| Pappelstraße 1 (Standort)            | Wohnstallhaus                              | Zweigeschossiger und traufständiger Satteldachbau, 18./19. Jahrhundert | D-3-73-151-27 | BW             |

### Holzheim
| Lage                   | Objekt                | Beschreibung | Akten-Nr.     | Bild |
| ---------------------- | --------------------- | --- | ------------- | ---- |
| Holzheim 14 (Standort) | Dorfkapelle St. Maria | Satteldachbau mit eingezogener halbrunder Apsis, Putzrahmungen und Giebeldachreiter, neugotisch, Mitte 19. Jahrhundert; mit Ausstattung | D-3-73-151-31 | BW   |

### Hörmannsdorf
| Lage                      | Objekt                                | Beschreibung | Akten-Nr.     | Bild           |
| ------------------------- | ------------------------------------- | --- | ------------- | -------------- |
| Hauptstraße 29 (Standort) | Pfarrhaus                             | Zweigeschossiger und traufständiger Krüppelwalmdachbau mit Putzrahmung, Dachwerk bezeichnet mit 1778                                  | D-3-73-151-30 | BW             |
| Hauptstraße 31 (Standort) | Katholische Pfarrkirche St. Willibald | Saalbau mit Putzgliederungen, Halbwalmdach und Chorturm mit Zwiebelhaube, Chorturm gotisch, Langhaus neubarock, 1897; mit Ausstattung | D-3-73-151-29 | weitere Bilder |

### Kerschhofen
| Lage                     | Objekt                             | Beschreibung                                                                        | Akten-Nr.     | Bild           |
| ------------------------ | ---------------------------------- | ----------------------------------------------------------------------------------- | ------------- | -------------- |
| Kerschhofen 1 (Standort) | Ehemalige Mühle                    | Zweigeschossiger und traufständiger Satteldachbau, 18./19. Jahrhundert              | D-3-73-151-32 | weitere Bilder |
| Kerschhofen 9 (Standort) | Katholische Filialkirche St. Georg | Saalbau mit eingezogenem Polygonalchor und Figurennischen, ab 1732; mit Ausstattung | D-3-73-151-33 | weitere Bilder |

### Klapfenberg
| Lage                            | Objekt                             | Beschreibung | Akten-Nr.     | Bild           |
| ------------------------------- | ---------------------------------- | --- | ------------- | -------------- |
| Polstermühlstraße 12 (Standort) | Ehemaliges Schulhaus               | Zweigeschossiger Walmdachbau mit Zwerchflügel und Putzgliederungen, historistisch, 2. Hälfte 19. Jahrhundert, Putzverzierungen neubarock, 1904      | D-3-73-151-34 | weitere Bilder |
| Polstermühlstraße 14 (Standort) | Katholische Pfarrkirche St. Martin | Saalbau mit Chorturm und Putzgliederungen, Mitte 14. Jahrhundert, im 17. verändert, Turmausbau 1731, 1883 Verlängerung nach Westen; mit Ausstattung | D-3-73-151-35 | weitere Bilder |
| Polstermühlstraße 19 (Standort) | Ehemaliges Pfarrhaus               | Zweigeschossiger Walmdachbau, Mitte 19. Jahrhundert                                                                                                 | D-3-73-151-37 | weitere Bilder |

### Kühnhausen
| Lage                     | Objekt                                           | Beschreibung                                                                                     | Akten-Nr.     | Bild           |
| ------------------------ | ------------------------------------------------ | ------------------------------------------------------------------------------------------------ | ------------- | -------------- |
| In Kühnhausen (Standort) | Kapellenausstattung des 18. und 19. Jahrhunderts | Aus dem Vorgängerbau (Kapelle Hl. Dreifaltigkeit) in die 1998 neu erbaute Ortskapelle übernommen | D-3-73-151-39 | weitere Bilder |

### Lohhof
| Lage         | Objekt            | Beschreibung                                                                           | Akten-Nr.     | Bild |
| ------------ | ----------------- | -------------------------------------------------------------------------------------- | ------------- | ---- |
| In Lohhof () | Kapelle St. Maria | Giebelständiger Satteldachbau mit Putzgliederung, bezeichnet mit 1849; mit Ausstattung | D-3-73-151-40 |      |

### Mannsdorf
| Lage                   | Objekt               | Beschreibung | Akten-Nr.     | Bild                 |
| ---------------------- | -------------------- | --- | ------------- | -------------------- |
| Mannsdorf 3 (Standort) | Hofkapelle St. Maria | Giebelständiger Satteldachbau mit eingezogener halbrunder Apsis und Giebeldachreiter, bezeichnet mit 1861; mit Ausstattung | D-3-73-151-41 | Hofkapelle St. Maria |

### Polstermühle
| Lage                      | Objekt       | Beschreibung | Akten-Nr.     | Bild           |
| ------------------------- | ------------ | --- | ------------- | -------------- |
| Polstermühle 1 (Standort) | Mühlengehöft | Vierseitanlage des 18. Jahrhunderts; Wohnhaus, zweigeschossiger und giebelständiger Steildachbau mit Putzgliederungen; Südlich Stallstadel, zweigeschossiger und giebelständiger Steildachbau; Ostflügel, eingeschossiger und traufständiger Steildachbau mit Fachwerk und rundbogiger Hofeinfahrt; Westflügel, massives Stallgebäude mit Satteldach und Ständerkonstruktionen; Wohnhaus, eingeschossiges und giebelständiges Kleinhaus mit Satteldach, Quadermauerwerk mit Bruchsteinen, 18./19. Jahrhundert | D-3-73-151-42 | weitere Bilder |

### Rudenshofen
| Lage                        | Objekt                               | Beschreibung | Akten-Nr.     | Bild           |
| --------------------------- | ------------------------------------ | --- | ------------- | -------------- |
| Am Kirchenberg 2 (Standort) | Katholische Filialkirche St. Andreas | Saalbau mit romanischem Chorturm, Langhaus um 1700; mit Ausstattung                                                                     | D-3-73-151-43 | weitere Bilder |
| Hackenhofener Straße 10 ()  | Ehemaliges Bauernhaus                | Wohnstallhaus, eingeschossiger Massivbau mit Schopfwalmdach, 17./18. Jahrhundert                                                        | D-3-73-151-55 |                |
| Talweg 2 (Standort)         | Wohnstallhaus                        | Eingeschossiger und traufständiger Krüppelwalmdachbau, 18. Jahrhundert; Nebengebäude, eingeschossiger Steildachbau, 18./19. Jahrhundert | D-3-73-151-44 | BW             |

### Steinmühle
| Lage                    | Objekt        | Beschreibung | Akten-Nr.     | Bild |
| ----------------------- | ------------- | --- | ------------- | ---- |
| Steinmühle 1 (Standort) | Mühlengebäude | Zweigeschossiger Walmdachbau mit Aufzugsgaube und Putzgliederungen, Anfang 18. Jahrhundert; Stadel, zweigeschossiger und traufständiger Satteldachbau mit zwei Einfahrtstoren und verbrettertem Giebel, 18./19. Jahrhundert; Stall und Remise, eingeschossiger und traufständiger Satteldachbau, 18./19. Jahrhundert | D-3-73-151-45 | BW   |

### Willenhofen
| Lage                             | Objekt                                                                      | Beschreibung | Akten-Nr.     | Bild                                                                        |
| -------------------------------- | --------------------------------------------------------------------------- | --- | ------------- | --------------------------------------------------------------------------- |
| Bundesstraße 5 (Standort)        | Katholische Kuratiekirche St. Mauritius                                     | Saalbau mit polygonalem Chorschluss, neubarockem Fassadenturm, Schweifgiebel und Putzgliederungen, 1735, 1904–06 Verlängerung des Langhauses sowie Neubau des Turms und der Sakristei durch Michael Gröninger; mit Ausstattung                                                                                                  | D-3-73-151-46 | weitere Bilder                                                              |
| Bundesstraße 7 (Standort)        | Ehemaliges Pfarrhaus                                                        | Zweigeschossiger Walmdachbau, 18./19. Jahrhundert | D-3-73-151-47 | BW                                                                          |
| Bundesstraße 13, 13 a (Standort) | Ehemalige Brauerei und Wirtshaus, ehemalige Salzniederlage, 17. Jahrhundert | Gasthaus zweigeschossiges und giebelständiges Oberpfälzer Bänderhaus mit Krüppelwalmdach und Figurennischen; Nebengebäude mit Stall, Wohngeschoss und Brauhaus, zweigeschossiger und traufständiger Satteldachbau, mit rückwärtigem Zwerchflügel; Stadel, zweigeschossiger und traufständiger Steildachbau mit Putzgliederungen | D-3-73-151-48 | Ehemalige Brauerei und Wirtshaus, ehemalige Salzniederlage, 17. Jahrhundert |

## Ehemalige Baudenkmäler
In diesem Abschnitt sind Objekte aufgeführt, die früher einmal in der Denkmalliste eingetragen waren, jetzt aber nicht mehr. Objekte, die in anderem Zusammenhang also z. B. als Teil eines Baudenkmals weiter eingetragen sind, sollen hier nicht aufgeführt werden. Aktennummern in diesem Abschnitt sind ehemalige, jetzt nicht mehr gültige Aktennummern.

| Lage                                           | Objekt                       | Beschreibung | Akten-Nr.     | Bild |
| ---------------------------------------------- | ---------------------------- | --- | ------------- | ---- |
| Parsberg Marktstraße 9 (Standort)              | Gasthaus Zum Schwarzen Bären | Walmdachbau 17./18. Jahrhundert, Umbau bezeichnet mit 1908                                                             | D-3-73-151-6  | BW   |
| Breitenthal Breitenthal 8 (Standort)           | Wohnstallhaus                | Eingeschossiger und giebelständig Satteldachbau mit Schieferdeckung, 18./19. Jahrhundert                               | D-3-73-151-11 | BW   |
| Darshofen Kerschhofener Straße 8 (Standort)    | Bauernhaus                   | Wohnstallbau mit verputztem Fachwerkgiebel, 18. Jahrhundert                                                            | D-3-73-151-15 | BW   |
| Eglwang In Eglwang (Standort)                  | Ehemaliges Bauernhaus        | Wohnstallbau mit Fachwerkgiebel, 18. Jahrhundert, Zwerchhaus, Gredvordach                                              | D-3-73-151-19 | BW   |
| Herrnried Herren-von-Ried-Straße 21 (Standort) | Ehemaliges Wohnstallhaus     | Eingeschossiger und giebelständiger Satteldachbau mit verbrettertem und verputztem Fachwerkgiebel, 18./19. Jahrhundert | D-3-73-151-26 | BW   |
| Herrnried Schloßbergstraße 2 (Standort)        | Bauernhaus                   | Wohnstallbau, Anfang 19. Jahrhundert                                                                                   | D-3-73-151-28 | BW   |
| Klapfenberg Polstermühlstraße 28 (Standort)    | Bauernhaus                   | Wohnstallbau, 18./19. Jahrhundert                                                                                      | D-3-73-151-38 | BW   |
| Willenhofen Dorfstraße 24 (Standort)           | Bauernhaus                   | Wohnstallbau mit Putzgliederung, Ende 19. Jahrhundert                                                                  | D-3-73-151-50 | BW   |

## Abgegangene Baudenkmäler
In diesem Abschnitt sind Objekte aufgeführt, die früher einmal in der Denkmalliste eingetragen waren, jetzt aber nicht mehr existieren, z. B. weil sie abgebrochen wurden. Aktennummern in diesem Abschnitt sind ehemalige, jetzt nicht mehr gültige Aktennummern.

| Lage                                           | Objekt        | Beschreibung                                                                                 | Akten-Nr.     | Bild |
| ---------------------------------------------- | ------------- | -------------------------------------------------------------------------------------------- | ------------- | ---- |
| Hackenhofen Rudenshofener Straße 16 (Standort) | Wohnstallhaus | Eingeschossiges und traufständiges Oberpfälzer Bänderhaus mit Steildach, 18./19. Jahrhundert | D-3-73-151-21 | BW   |
| Willenhofen Dorfstraße 14 (Standort)           | Bauernhaus    | Wohnstallbau mit Seitengred, Mitte 19. Jahrhundert                                           | D-3-73-151-49 | BW   |